# Коактиватор
 Коактиватор  — белок, который увеличивает экспрессию генов путём связывания с активатором (или фактором транскрипции), который содержит ДНК-связывающий домен. Коактиватор не может связывать ДНК самостоятельно.
Коактиватор может повысить инициацию транскрипции путём стабилизации образования РНК-полимеразы холофермента, позволяя быстрее связываться с промотором. Коактиваторы могут управлять многими другими подэтапами транскрипции, в том числе элонгацией, сплайсингом РНК, и прекращением и деградацией комплекса коактиватор-активатор.
Некоторые коактиваторы обладают активностью гистонацетилтрансферазы, которая ацетилирует гистоны, ослабляя скрученность хроматина в определённой области, что позволит увеличить доступ к ДНК. Белки CBP и p300 являются примерами коактиваторов с гистонацетилтрансферазной активностью. Многие другие ферментные активности были зарегистрированы среди 300 известных коактиваторов ядерных рецепторов. Наиболее известные из них SRC-1, SRC-2 и SRC-3. Коактиваторы работают в высокомолекулярных комплексах из 6-10 коактиваторов и связанных с ними белками, (так называемых сокоактиваторов).
Один и тот же коактиватор, вероятно, может использоваться для усиления транскрипции многих генов, поскольку специфичность связывания с конкретной последовательностью обеспечивает не он сам, а белок-активатор. Последние данные показывают, что коактиваторы могут играть различные роли за пределами транскрипции и что они могут действовать как «управляющие гены», регулируя основные клеточные и метаболические процессы роста.
В организме человека по разным подсчётам известно от несколько десятков до нескольких сотен коактиваторов.